# Seznam českých sériových vrahů
Tento seznam obsahuje usvědčené vrahy, kteří působili v českých zemích a prokazatelně spáchali minimálně 3 vraždy, přičemž alespoň ke dvěma z nich došlo s časovým odstupem a za odlišných okolností při vzájemně nesouvisejících činech.
| Jméno                                         | Období vraždění                   | Počet prokázaných obětí                           | Počet dalších možných obětí | Počet přeživších obětí | Popis zločinů |
| --------------------------------------------- | --------------------------------- | ------------------------------------------------- | --------------------------- | ---------------------- | --- |
| Martin Roháč                                  | 1568–1571                         | 59                                                |                             |                        | Člen loupeživé skupiny, která přepadávala a vraždila náhodné oběti. V roce 1571 byl popraven lámáním kolem. |
| David Kozák                                   | prosinec 2023                     | 17                                                | 0                           | 25                     | Student Filozofické fakulty Univerzity Karlovy 15. prosince zavraždil dva náhodné lidi v Klánovickém lese. 21. prosince pak zabil svého otce v obci Hostouň, poté se přesunul do budovy filozofické fakulty na náměstí Jana Palacha v Praze, kde zastřelil 14 lidí a poté sám sebe. Jedna oběť zemřela na následky zranění způsobených při útěku. Podle počtu dokázaných obětí nejhorší sériový vrah samostatné České republiky. |
| Kateřina z Komárova                           | 16. století                       | 14                                                | 16                          | neznámý                | Šlechtična, která nechala mučit a zabíjet své poddané. V roce 1534 byla uzavřena ve věži Pražského hradu a ponechána na smrt. |
| Jaroslav a Dana Stodolovi                     | 2001–2003                         | 8                                                 | 2                           | 5                      | Manželský pár zodpovědný za sérii loupežných vražd páchaných na starých lidech. V roce 2004 byli odsouzeni na doživotí. |
| Václav Mrázek                                 | 1951–1956                         | 7                                                 | několik                     | 4                      | Sexuální vrah, pedofil a nekrofil aktivní na Chomutovsku. Za účelem jeho dopadení vznikla vůbec první specializovaná vyšetřovací skupina v Československu. V roce 1957 byl popraven oběšením. |
| Petr Zelenka                                  | květen–září 2006                  | 7                                                 | 0                           | 10                     | Zaměstnanec havlíčkobrodské nemocnice, který vraždil pacienty injekcemi léku Heparin. V roce 2008 byl odsouzen na doživotí. Znám také jako Heparinový vrah. |
| František Novotný                             | 1888–1898                         | 7                                                 | 0                           | 0                      | Od vdovy po Josefu Englichovi (viz níže) zakoupil statek kam se nastěhoval se svou ženou. Postupně otrávil 6 dětí, které se jim na statku narodily. Poté se přestěhoval k mladé vdově, se kterou zplodil syna, kterého také otrávil. Motivem byla jeho obecná nenávist k dětem. V roce 1899 byl popraven oběšením. |
| Anton Schimak                                 | 1887                              | 6                                                 | 0                           | 1                      | Často uváděný jako Antonín Šimák. Loupeživý vrah který po svém propuštění z Mírova, kde si odpykal 6 let za krádeže, během pouhých několika dnů zavraždil a okradl 6 lidí a postřelil katolického kněze. V roce 1887 byl za své zločiny popraven oběšením. Znám také jako Moravský Babinský. |
| Ludvík Černý                                  | 1991–1993                         | 6                                                 | 0                           | 1                      | Vykonavatel vražd organizované skupiny známé jako Orličtí vrazi. Na jednu vraždu se nechal najmout nezávisle na této skupině. V roce 1997 byl odsouzen na doživotí. |
| Josef Englich                                 | 1885                              | 5                                                 | 0                           | 0                      | Přiženil se na statek v Komárově, kde žila ovdovělá žena se svou dcerou, rodiči a prarodiči. Ty měl podle zvyku vyplatit a poté ubytovat na výměnku a starat se o ně až do jejich smrti. Z finančních důvodů postupně všechny členy domácnosti kromě manželky otrávil arsenikem. V roce 1886 byl popraven oběšením. |
| Hubert Pilčík                                 | 1948–1951                         | 5                                                 | 10 nebo více                | minimálně 1            | Působil jako převaděč přes železnou oponu. Několik lidí, které měl převést, zabil a okradl. V průběhu vyšetřování spáchal sebevraždu. Je možné, že se jedná o vraha s největším počtem obětí v novodobých českých a československých dějinách. |
| Ladislav Hojer                                | 1978–1981                         | 5                                                 | 3                           | 1                      | Sexuální vrah, který vraždy páchal při svých výletech po republice, čímž značně znesnadnil svoje dopadení. Na jedné z obětí se dopustil kanibalismu. V roce 1986 byl popraven oběšením. |
| Michael Kutílek                               | jaro 1990                         | 5                                                 | 0                           | 2                      | První vraždu spáchal sám když v Praze usmrtil mladého muže nožem. 2. a 3. května pak společně s Josefem Kottem zavraždil další 4 lidi. V roce 1995 byl odsouzen na doživotí. V roce 2017 během výkonu trestu zemřel. |
| Ivan Roubal                                   | 1991 nebo 1992–1994               | 5                                                 | 3                           | 1                      | Vraždil ze zištných důvodů. Ze tří vražd nebyl obviněn, protože nebyla nalezena těla. V roce 2000 byl odsouzen na doživotí. V roce 2015 zemřel během výkonu trestu. |
| Oto Biederman                                 | 1993–1996                         | 5                                                 | 0                           | 0                      | Plnil roli vraha pro tzv. kolínský gang. Jednou z obětí byl i jeho komplic. V roce 1999 byl odsouzen na doživotí. |
| Roman Postl                                   | 1998 a 2008                       | 5                                                 | 0                           | 1                      | Narkoman, který spáchal pět vražd. Zemřel na následky zranění, která utrpěl při přestřelce s policií. |
| Jan Philopon Dambrovský                       | 16. století                       | 4                                                 | neznámý                     | neznámý                | Katolický kněz a děkan olomoucké kapituly v letech 1577–1585. Otrávil 4 biskupy a pravděpodobně i několik kandidátů na tento post. V roce 1586 či 1587 byl církví předán světskému soudu a popraven stětím. |
| Martin Lecián                                 | 1927                              | 4                                                 | 0                           | mnoho                  | Prvorepublikový kasař, který je znám také jako Postrach Moravy. Střílel vždy, když se snažil zabránit svému dopadení. Přestože zabil „pouze“ 4 osoby, je často mylně označován za vraha s největším počtem obětí v naší historii. V roce 1927 byl popraven oběšením. |
| Josef Kott                                    | 2.–3. květen 1990                 | 4                                                 | 0                           | 2                      | V roce 1994 spáchal společně s Michaelem Kutílkem 4 vraždy. Jsou považováni za první sériové vrahy v polistopadové historii České republiky. V roce 1995 byl odsouzen na doživotí. |
| Ondrej Gažik, František Gaži, František Daniš | 28. února a 3. května 1990        | 4                                                 | 0                           | 0                      | Vrazi důchodců. Své oběti ubili předměty, které si donesli na místo činu nebo je tam našli. Používali též rány pěstí a dupání na ležící oběti. Dva napadení zemřeli až několik dní po útoku. Původně dostali všichni tři pachatelé trest doživotí, Gažimu a Danišovi byl trest zkrácen na 25 let. |
| Bohumil Vacík                                 | 1994 a 1995                       | 4                                                 | 1                           | 0                      | V roce 1994 zabil v Sokolově strážného a o rok později zavraždil tři členy vietnamské rodiny. Mezi nimi i šestileté dítě a těhotnou ženu. Jedna vražda mu nebyla dokázána. V roce 1996 byl odsouzen na doživotí. |
| Svatoslav Štěpánek                            | 1926–1936                         | 3                                                 | 2 nebo více                 | 2                      | Sexuální vrah, který útočil na ženy během krátké nepřítomnosti své matky. Přiznal se také k vraždě, kterou spáchal ještě jako neplnoletý. V roce 1938 byl popraven oběšením. |
| Jiří Straka                                   | 17. únor–16. květen 1985          | 3                                                 | 0                           | 2                      | Na jaře roku 1985 se dopustil řady přepadení mladých dívek. Jeho zločiny byly motivovány jak sexuálně, tak loupežně. Je znám jako Spartakiádní vrah. Jako nezletilý unikl téměř jistému trestu smrti. V roce 2004 byl propuštěn na svobodu. |
| Jaroslav Malý                                 | říjen 1986                        | 3                                                 | 1                           | 0                      | Po svém propuštění z vězení, kde strávil 30 měsíců za dva zločiny násilného charakteru, se rozhodl pomstít společnosti jednou vraždou za každých deset měsíců svého „nespravedlivého“ trestu. Během října 1986 tak usmrtil výstřelem do hlavy trojici náhodných obětí. Za svůj čin byl v roce 1989 odsouzen k trestu smrti, který mu byl později změněn na doživotí. Ve vězení pak zřejmě dopomohl spoluvězni k sebevraždě. Sám si vzal život v roce 1991. |
| Dušan Kotlár, František Kováč                 | 16. března a 4. dubna 1990        | 3                                                 | 0                           | 0                      | Vrazi důchodců. První dvě loupežné vraždy spáchali v domě s pečovatelskou službou v Ostravě. Třetí o několik dní později v Přerově. Všechny oběti se udusili roubíkem, který pachatelé použili po jejich znehybnění. Za své činy byli odsouzeni na doživotí. Kováč se snažil trestu vyhnout předstíráním duševní poruchy. V roce 1994 spáchal sebevraždu. |
| Roman Horáček                                 | 5. prosince 1990 a 28. ledna 1992 | 3 (za jednu kvůli úmrtí nesouzen)                 | 0                           | 1                      | V roce 1992 se pokusil uškrtit svou exmanželku a její sestru, která ho při činu vyrušila. V domě napustil dvě vany, do kterých je poté v bezvědomí uložil. Obě ženy utonuly. Za dvojnásobnou vraždu byl v roce 1994 odsouzen k 15 letům vězení, část trestu mu však byla změněna na podmínku. Později byla zjištěna shoda jeho DNA se stopami nalezenými v případě vraždy lékařky v litoměřické nemocnici, ke které došlo v roce 1990. Soud nikdy neproběhl, jelikož bylo v roce 2006 při objasňování nesouvisejícího případu objeveno jeho tělo připoutané k traverze na dně vodní nádrže Římov. Sám se stal obětí vraždy. |
| Miloslav Sláma                                | 2001                              | 3                                                 | 0                           | 3                      | Brutálním způsobem útočil na starší ženy, které okrádal. Kromě toho, že 3 z nich zabil, 3 další zranil. V roce 2004 byl odsouzen na doživotí. |
| Jaroslava Fabiánová                           | 1981, 1994 a 2003                 | 3 vraždy + 1 ublížení na zdraví s následkem smrti | 0                           | 0                      | V 80. letech spáchala první loupežnou vraždu. Po odpykání trestu se živila jako prostitutka a tzv. uspávačka. Jeden z jejích klientů po podání léků na spaní zemřel. Přímý úmysl usmrtit ho nebyl prokázán a byla tak odsouzena pouze za ublížení na zdraví s následkem smrti. Po propuštění spáchala další 2 loupežné vraždy za které byla v roce 2005 odsouzena na doživotí. |
| Jaroslav Hejna                                | Září 2003                         | 3                                                 | 0                           | 0                      | Ze zištných důvodů zavraždil 3 lidi. Těla prvních 2 obětí mu pomohl odklidit jeho kamarád Marek Dohnal. Původně byl odsouzen k 25 letému trestu, ten mu byl změněn na doživotí. |
| Viktor Kalivoda                               | 13.–16. října 2005                | 3                                                 | 0                           | 0                      | Z neznámých důvodů zastřelil 3 náhodné oběti. Byl znám jako Lesní vrah, jelikož vraždil v lese. V roce 2006 byl odsouzen na doživotí. O 4 roky později spáchal ve vězení sebevraždu. |
| Michal Semanský                               | 2009–2012                         | 3                                                 | 0                           | 0                      | Vraždil během loupeží v obydlích seniorů. Dvě z obětí byli jeho příbuzní. V roce 2012 byl odsouzen na doživotí. |
| Michaela Hartmanová                           | 2012 a 2013                       | 3                                                 | 0                           | 0                      | Žena z Vlasatic v roce 2012 po utajeném domácím porodu uškrtila novorozená dvojčata. O rok později stejným způsobem zabila dalšího novorozence. Všechna 3 těla schovala ve sklepě svého domu. Důvodem měly být dluhy, které s partnerem nedokázali splácet a další děti (měli již 2) by situaci jen zhoršily. V roce 2014 byla odsouzena na 22 let. |
| David Virgulák                                | 2014                              | 3                                                 | 0                           | 0                      | Tři taxikáře, které si zastavil v Praze, poslal na odlehlé místo, kde je zastřelil a okradl. Peníze měl použít na nákup drog. V roce 2016 byl odsouzen na doživotí. |
| Anna Dusíková                                 | 2012–2015                         | 3                                                 | 0                           | 0                      | Žena z Dolních Dunajovic v letech 2012, 2013 a 2015 zavraždila 3 své novorozené děti. První dvě uškrtila a ukryla na půdě domu svého přítele, poslední po porodu odložila do pytle od psích granulí, kde se udusilo. Důvodem vražd měla být obava ze ztráty partnera, který děti nechtěl. V roce 2015 byla odsouzena na 24 let. |
| Karel Šťovíček                                | 1998 a 2020                       | 3                                                 | 0                           | 0                      | V roce 1998 se svou tehdejší partnerkou oloupil důchodce v obci Branžež. Před odchodem ho svázal tak, že se postupně udusil. V roce 2020 uškrtil popruhem od ledvinky ženu v Rovensku pod Troskami a jen o pár dní později páskem od kabelky druhou v Turnově. Za první vraždu si odpykal 16 let, za zbylé dvě dostal v roce 2021 doživotí. |